# Saint-Adrien
Saint-Adrien település Franciaországban, Côtes-d’Armor megyében. Lakosainak száma 367 fő (2022. január 1.). Saint-Adrien Bourbriac, Coadout, Plésidy, Ploumagoar és Saint-Péver községekkel határos.

## Népesség
A település népessége az elmúlt években az alábbi módon változott:
| Lakosok száma | 310  | 307  | 306  | 318  | 357  | 359  | 353  | 353  | 350  | 367  |
|               | 1968 | 1982 | 1990 | 2006 | 2013 | 2015 | 2017 | 2019 | 2020 | 2022 |